# Atle Selberg
Atle Selberg (Langesund, 14 de junho de 1917 — Princeton, 6 de agosto de 2007) foi um matemático norueguês naturalizado estadunidense.
Recebeu a Medalha Fields, por seus trabalhos fundamentais na área da teoria dos números.